# Lonely Wind
«Lonely Wind» (en español: «Viento solitario») es una canción de la banda estadounidense de rock progresivo Kansas. Fue compuesta por el cantante y teclista Steve Walsh. Se encuentra originalmente en el álbum debut homónimo lanzado en 1974 por Kirshner Records.

## Descripción
A diferencia de los sencillos anteriores del grupo, «Lonely Wind» fue publicado como sencillo de un álbum en directo y no de una producción grabada en estudio, siendo un vinilo muy singular. Además, fue el único sencillo que se lanzó del disco Two for the Show, haciéndolo en el año de 1978 por la discográfica Kirshner Records.

## Recepción
Este sencillo consiguió entrar en la lista del Billboard Hot 100 y alcanzó la 60.ª posición. En Canadá también obtuvo éxito, pues se colocó en el lugar 62.º de la lista de los 100 sencillos más populares de la revista RPM Magazine.

## Lista de canciones
| Lado A |               |              |               |          |  |
| N.º    | Título        | Escritor(es) | Voz principal | Duración |  |
| 1.     | «Lonely Wind» | Steve Walsh  | Steve Walsh   | 2:51     |  |

| Lado B |                    |               |               |          |  |
| N.º    | Título             | Escritor(es)  | Voz principal | Duración |  |
| 2.     | «Song for America» | Kerry Livgren | Steve Walsh   | 6:55     |  |

## Créditos
- Steve Walsh — voz principal, teclados y coros.
- Kerry Livgren — guitarra, piano y teclados.
- Robby Steinhardt — violín y coros.
- Rich Williams — guitarra.
- Dave Hope — bajo.
- Phil Ehart — batería y percusiones.

## Listas
| Año  | País           | Lista             | Posición máxima |
| ---- | -------------- | ----------------- | --------------- |
| 1979 | Canadá         | RPM Magazine      | 62.º            |
| 1979 | Estados Unidos | Billboard Hot 100 | 60.º            |